# ワッフル
ワッフル（英語：waffle、オランダ語：wafel、フランス語：gaufre）は、焼き菓子の一種。
語源はオランダ語で蜂の巣を意味する「wafel（ワフェル）」に由来する。
小麦粉、鶏卵、バター、牛乳、砂糖、イーストなどを混ぜ、醗酵させて作った生地を、格子模様などを刻んだ2枚の鉄板（ワッフル型）に挟んで焼き上げた菓子である。
ベルギーの首都ブリュッセルやリエージュのものが有名であり、「ベルギーワッフル」とも呼ばれる。

## 概説

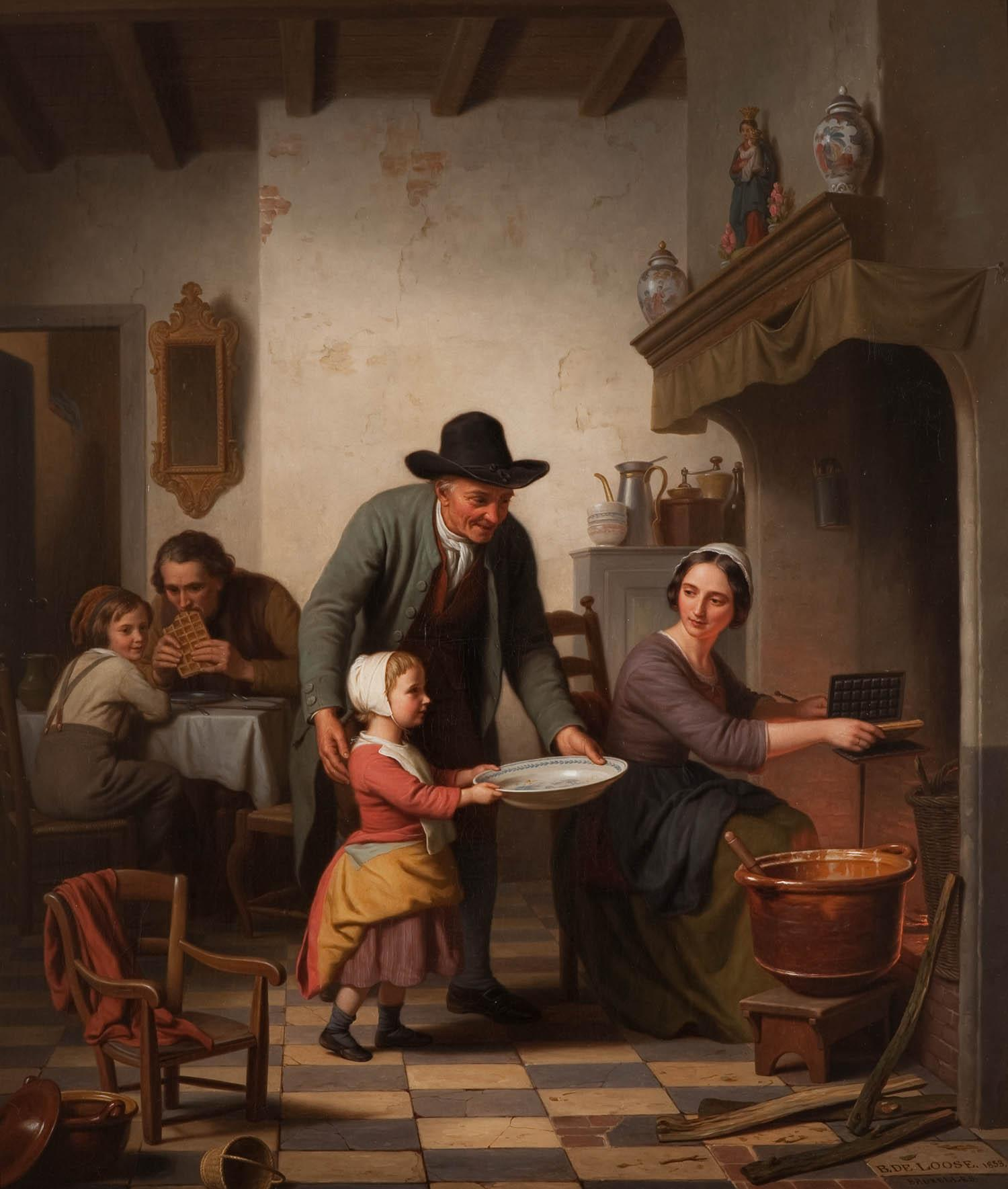
1853年の絵画におけるワッフル

原型は古代ギリシャの「オベリオス（パンの総称）」で、宣教師によってヨーロッパ各地に伝わっていった。スポンジケーキのようにふわふわしたものから、パンのようにもちもちしたもの、ビスケットのようにカリッとしたものまで様々あり、温かいうちにジャムやホイップクリーム、メープルシロップなどをつけたり、フルーツを添えて食べる。アメリカ合衆国では醗酵時間を節約するため、速成パンとしてイーストの代わりに重曹とベーキングパウダーで膨らませることが多い。間食として食べるほか、朝食として供される場合もある。
日本では、円形または楕円形に焼いたスポンジ生地に、カスタードクリームなどをのせ、柏餅のように2つ折りにしたものや、サンドイッチ状にしたものもワッフルと呼ばれる。クリームを入れたのは1904年（明治37年）にクリームパンを発売し、好評を得てワッフルにも入れる試みをした新宿中村屋とされる。スーパーやコンビニエンスストアで販売されているほか、ワッフル専門店も存在する。
最近では、様々にアレンジされた物も生まれている。

## 主なワッフルの種類

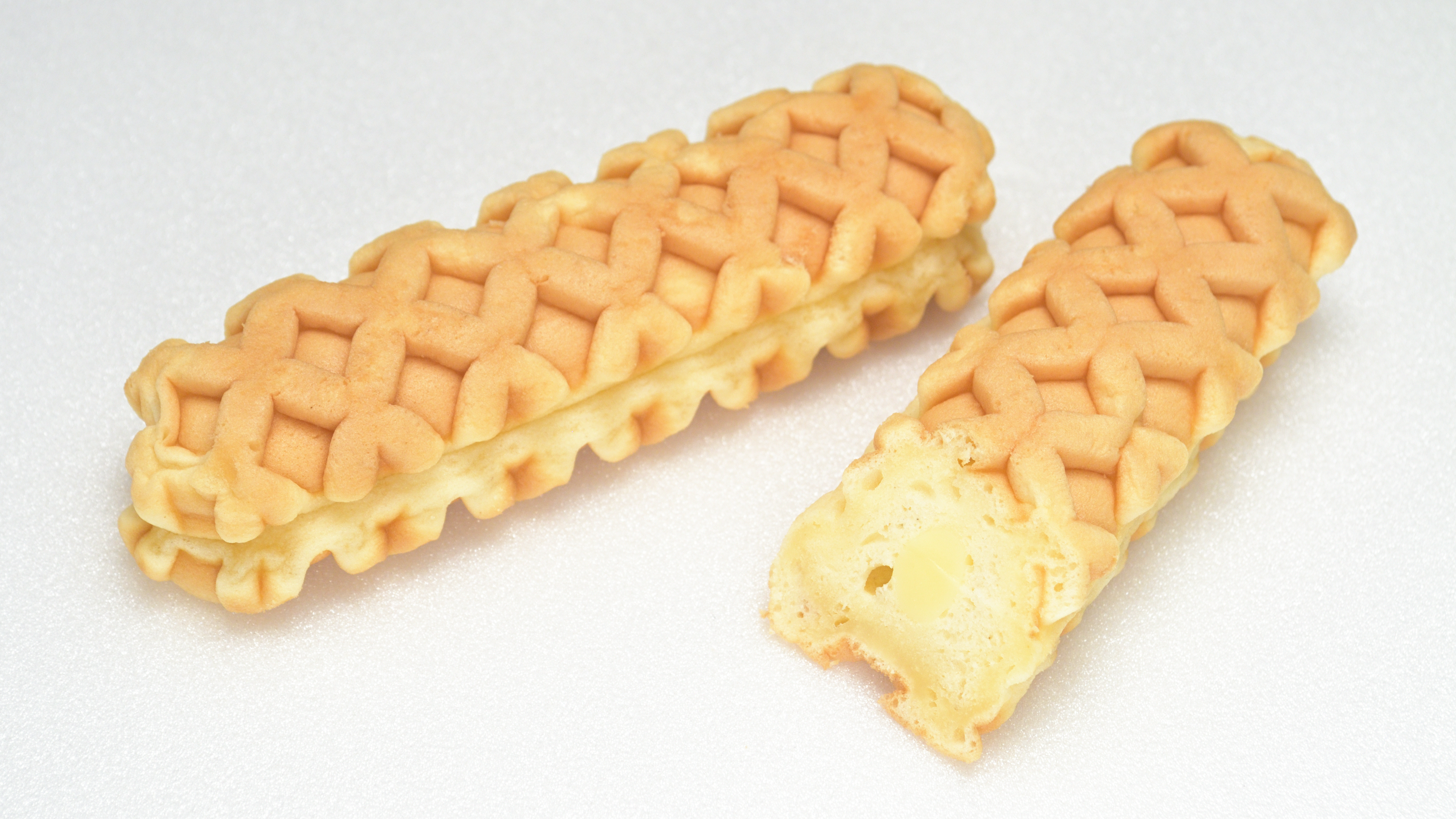
チーズドック

ベルギーワッフル
ブリュッセルワッフル / 「(柔らかい)ワッフル」（仏：gaufre de Bruxelles、白・仏：gaufre (molle)、蘭：Brusselse wafel、独：Brüsseler Waffel、ワロン：mole wåfe、リェージュ・ワロン：mole wafe）
長方形の生地台にフルーツやクリーム、チョコレートなどを載せたもの。生地は柔らかめで味は薄い。
リエージュワッフル / 「砂糖ワッフル」（仏：gaufre de Liège、白・仏：gaufre au sucre、リェージュ・仏：gauff' au suc'、蘭：Luikse wafel、白・蘭：suikerwafel、独：Lütticher Waffel、白・独：Zuckerwaffel、ワロン：wåfe å souke、リェージュ・ワロン：wafe å souke）
日本では多く見られる丸形（楕円）のもの。そのままでも味わえるように生地そのものに砂糖などで味付けをして固めに焼いてある。
フルーツワッフル / 「果物ワッフル」（仏：gaufre aux fruits、リェージュ・仏：gauff' aux fruits、蘭：vruchtwafel、独：Fruchtwaffel、ワロン：wåfe å fruts、リェージュ・ワロン：wafe å fruts）
ワッフルの内に果物と載せたもの、リエージュ発祥とされる料理である。生地は柔らかめで味は果な。
フランスワッフル
フランスではワッフルはゴーフルと呼ばれ、特徴としてはベルギーワッフルと同じものであるが、これとは別にゴーフレットという菓子もある。
アメリカン・ワッフル
イーストによる発酵でなく、ベーキングパウダーを用いて膨らませるのが特徴。1904年のセントルイス万国博覧会の会場で、不足したアイスクリームコーンの代わりにワッフルを薄く巻いて容器の代わりにしたことから、アイスクリームの容器としても用いられるようになった。
オランダワッフル
ストロープワッフル
ストロープ(英語：Stroop)とは糖蜜のこと。ベルギーワッフルを薄く堅く焼き、間にはキャラメルクリームが挟まれている。
香港風ワッフル
鶏蛋仔(エッグワッフル)
卵に似た形をしたワッフルの一種。
日本風ワッフル
文字や模様のついた楕円形に焼かれたワッフルでカスタードやジャムなどを包み込んだ形状が特徴。
原宿ドッグ
棒状のワッフルで中心にチーズやカスタードが入っている。チーズ入りのものは「チーズドッグ」や「チーズワッフル」とも呼ばれている。
その他のワッフル
- ポテトワッフル
- 北欧風ワッフル

## 参考画像

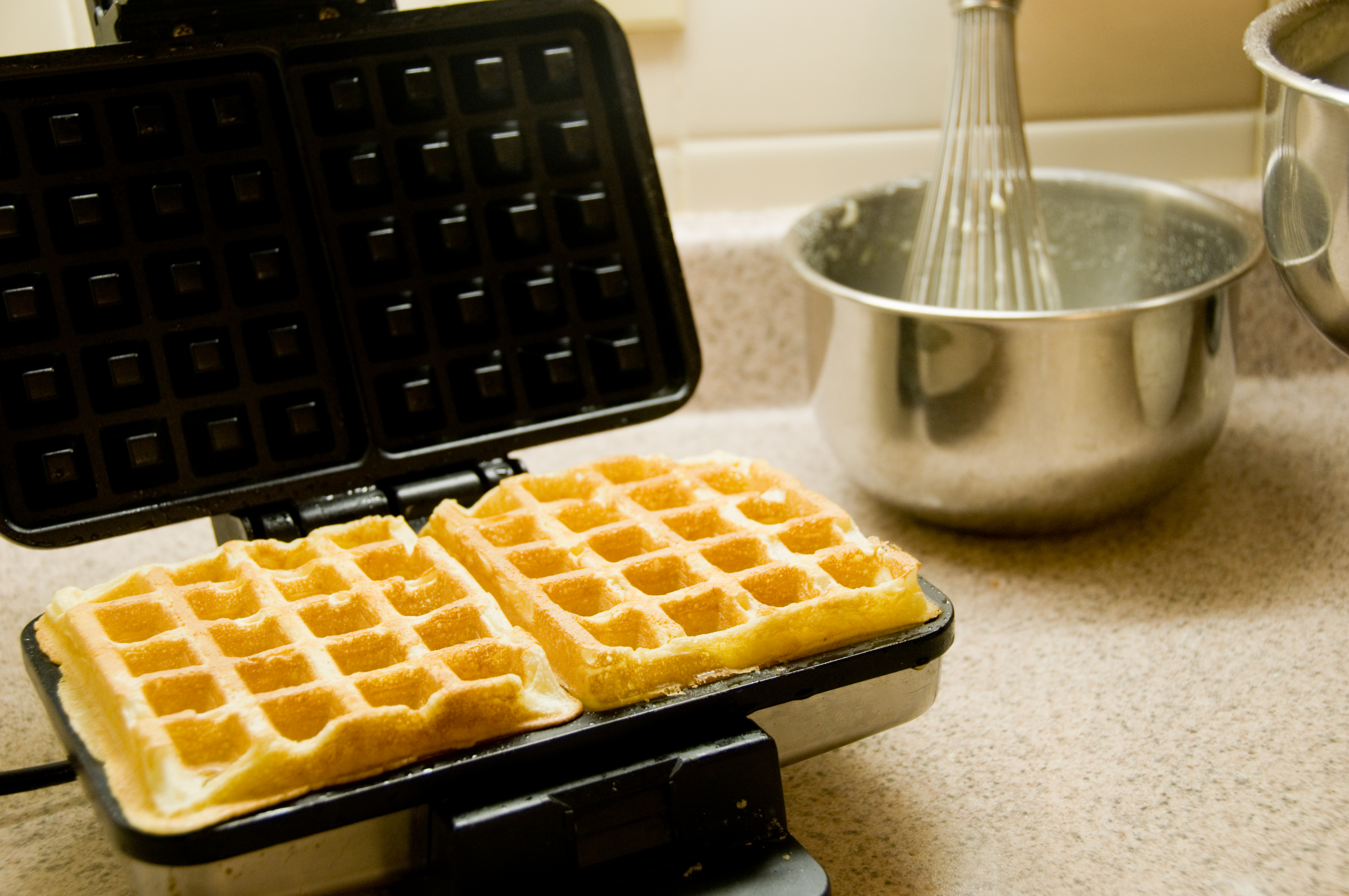
ブリュッセル風ワッフル用アイロン
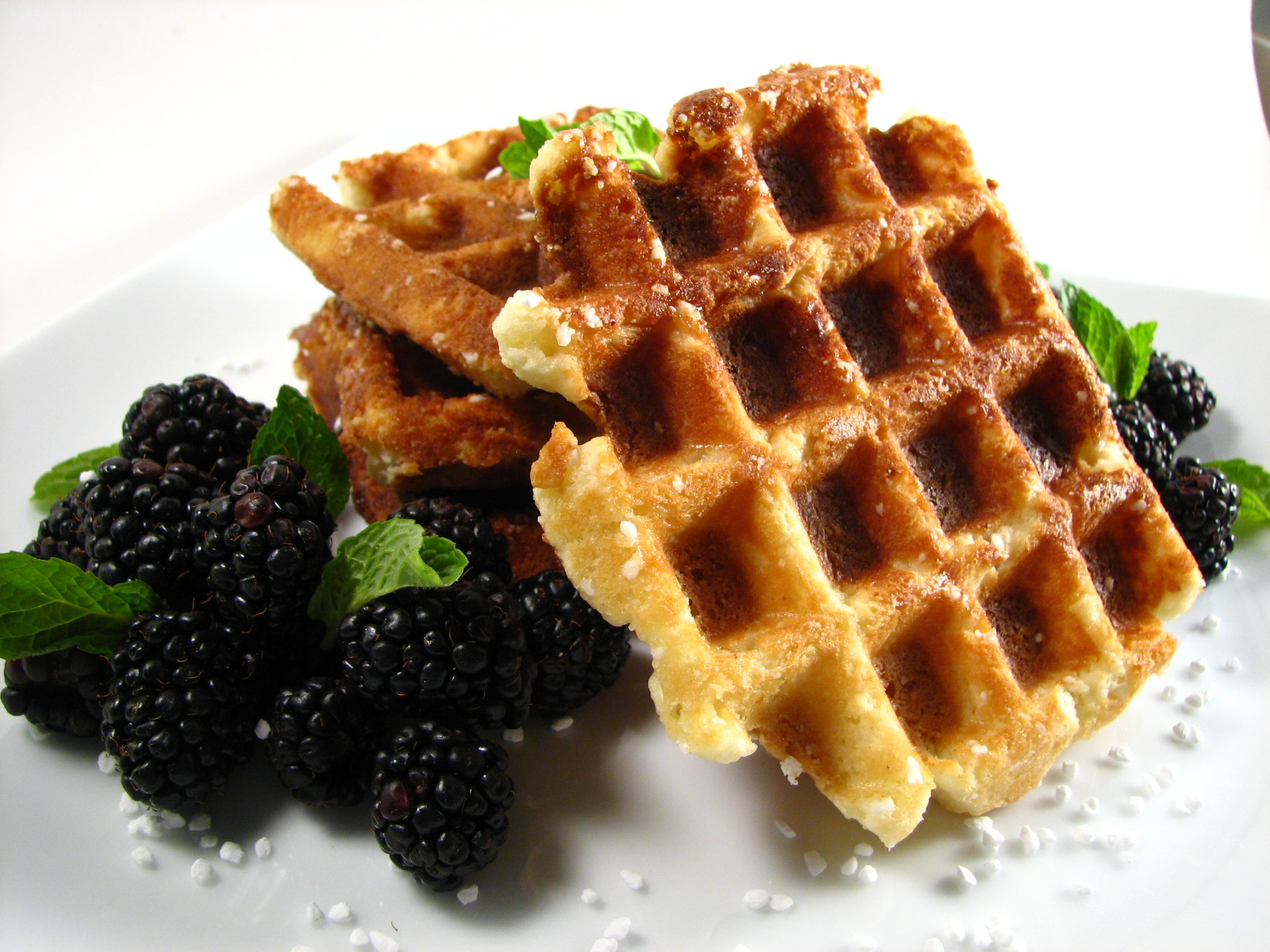
リエージュ風のワッフル
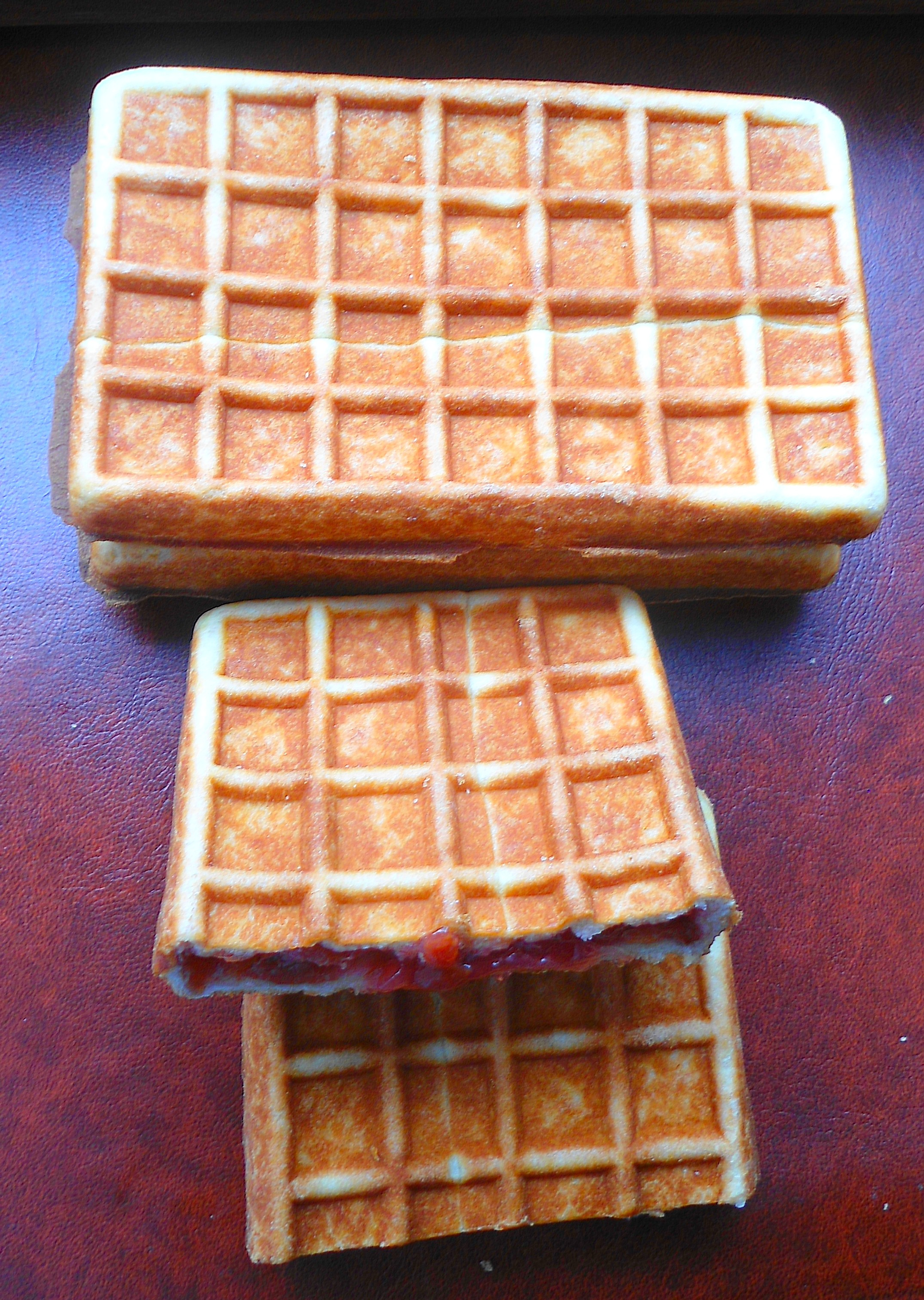
リエージュ風のフルーツワッフル
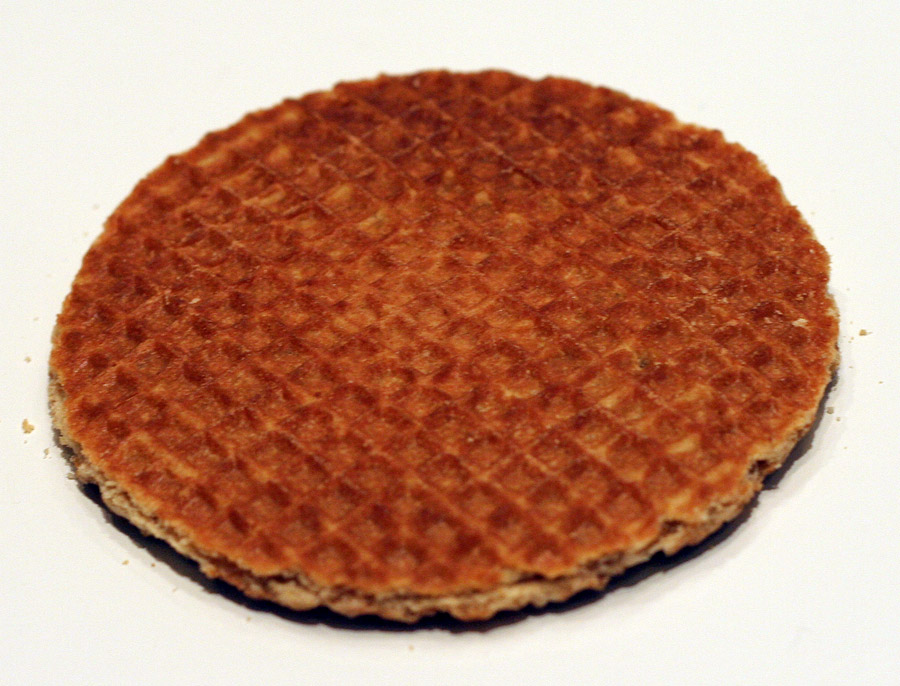
ストロープワッフル
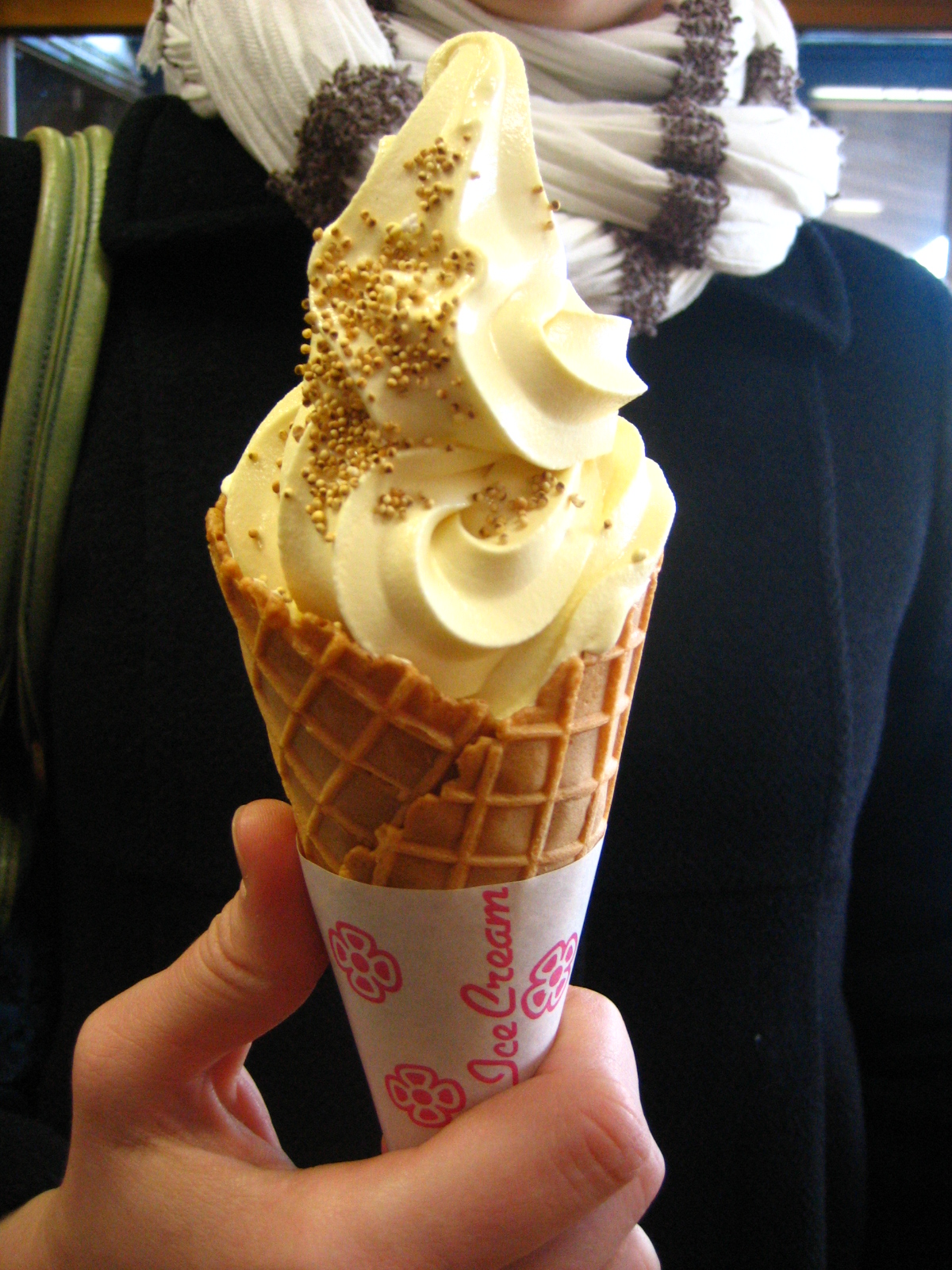
ワッフルコーン
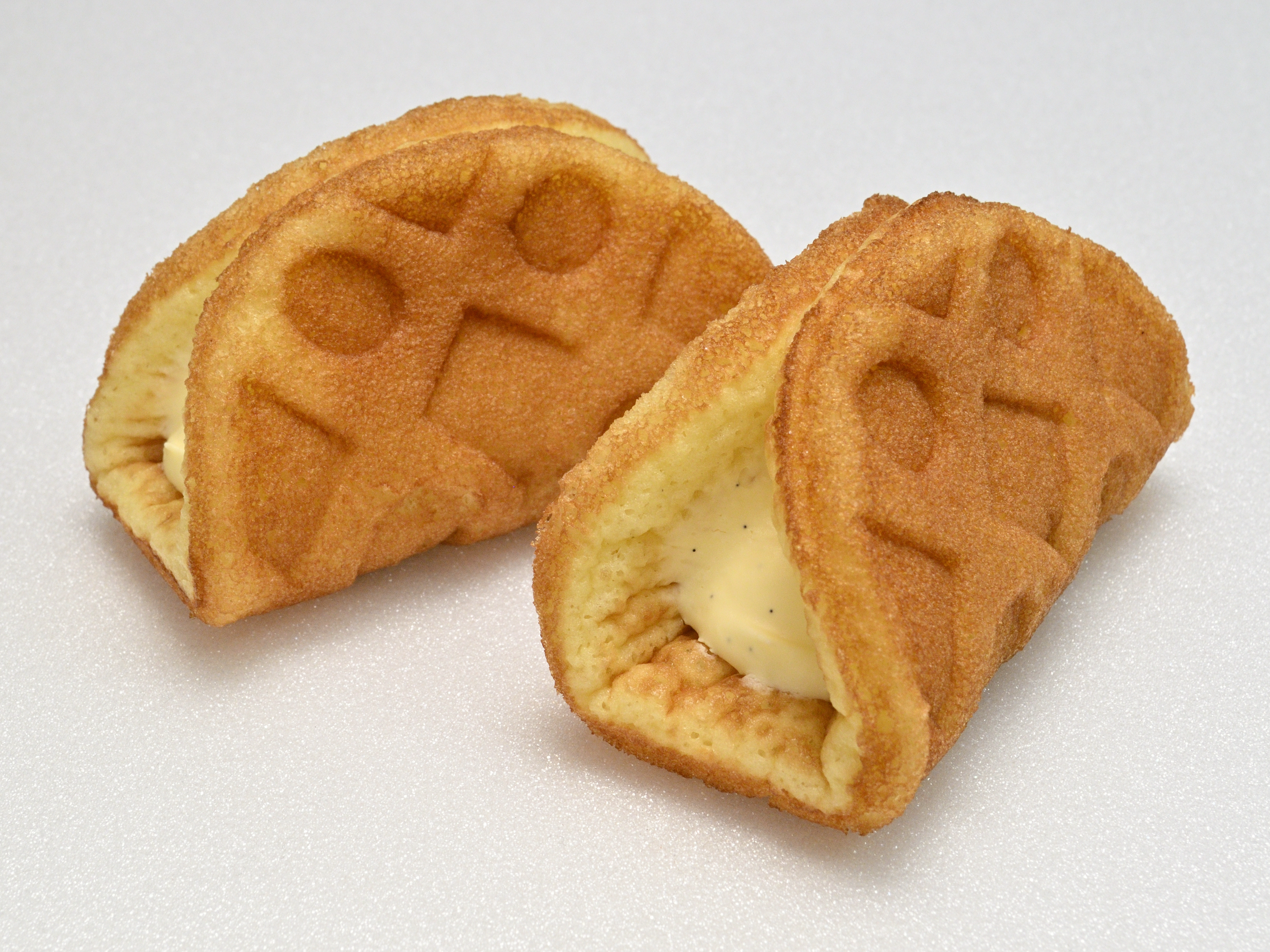
日本風ワッフル
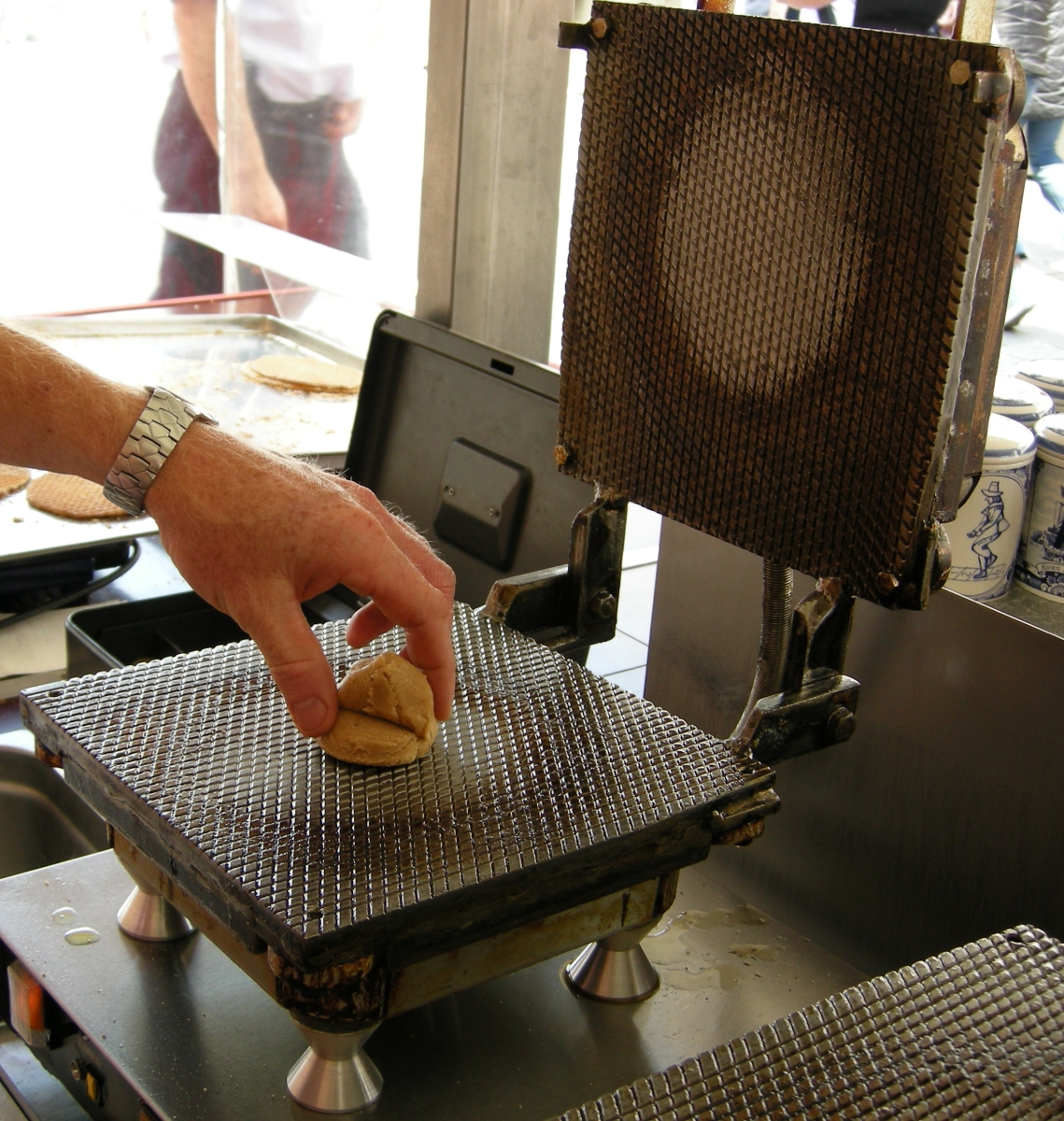
ストロープワッフル用アイロン
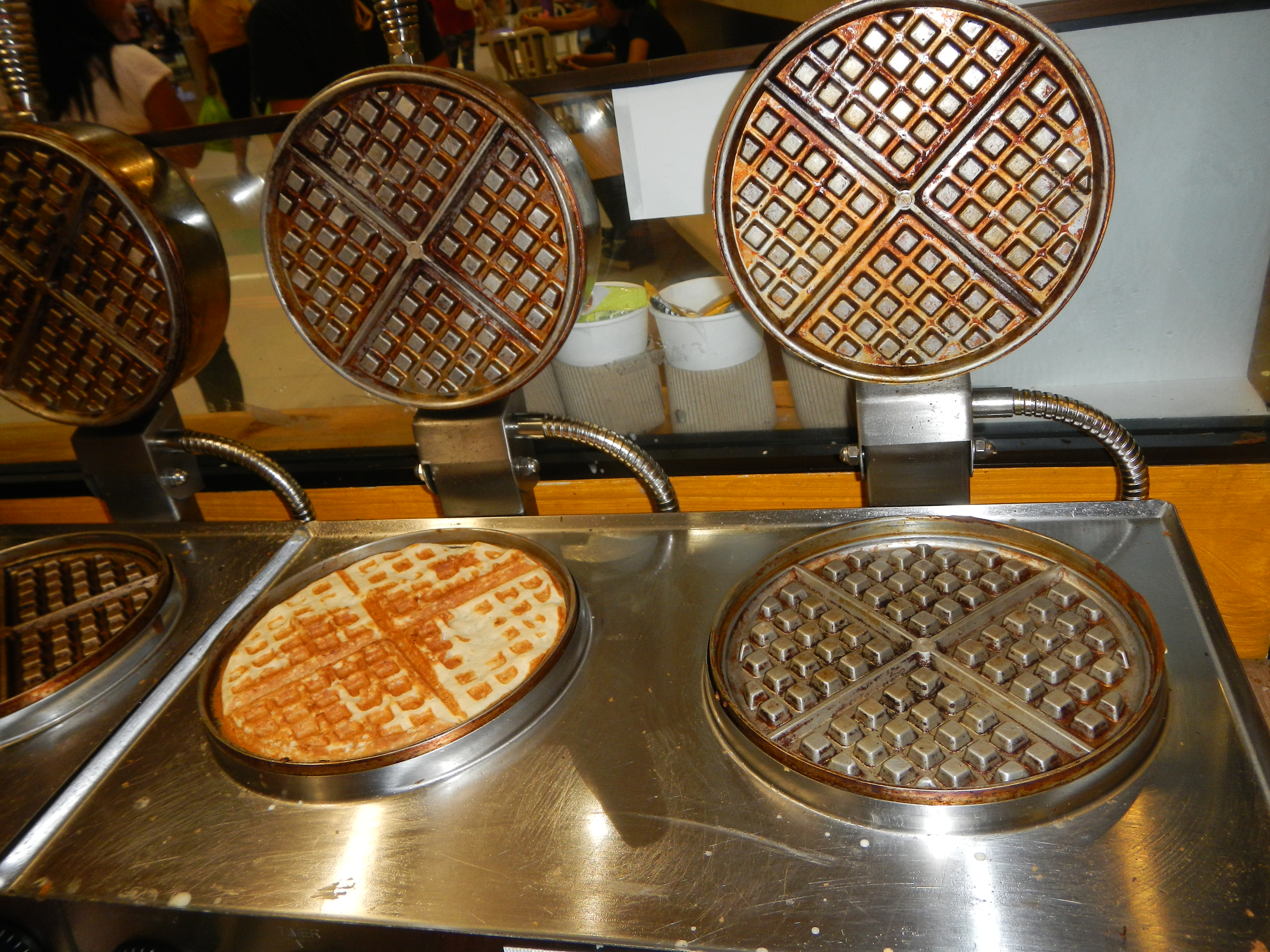
業務用ワッフルアイロン